# Luftwaffenkommando Nordost
Das Luftwaffenkommando Nordost war eine Kommandobehörde der Luftwaffe der Wehrmacht im Zweiten Weltkrieg.

## Geschichte
Das Luftwaffenkommando Nordost ging am 12. April 1945 aus dem umbenannten II. Fliegerkorps hervor. Das Hauptquartier lag in Biesenthal. Es erhielt seine Befehle direkt vom Oberkommando der Luftwaffe. Es sollte in den letzten Tagen des Deutsch-Sowjetischen Krieges die Truppen der Heeresgruppe Weichsel an der Oderfront unterstützen. Als am 16. April die Schlacht um die Seelower Höhen losbrach, führte die 4. Fliegerdivision des Luftwaffenkommandos Nordost 300 Aufklärungs-, Schlacht-, Nachtschlacht- und Jagdflugzeuge in den Kampf, deren Betriebsstoff allerdings für einen längeren Großkampf nicht ausreichte. Große Teile des unterstellten II. Flakkorps kämpften mit den Verbänden der 9. Armee zusammen. Weitere Kontingente standen bei der 3. Panzerarmee in Vorpommern zur Verfügung. Als nach vier Tagen die Schlacht verloren war, setzte es sich in Richtung Vorpommern und Mecklenburg ab. Am 8. Mai 1945, nach der bedingungslosen Kapitulation der Wehrmacht, wurde es aufgelöst. Der Befehlshaber und sein Stab gingen in britische Kriegsgefangenschaft.

## Personen

### Befehlshaber
| Dienstgrad          | Name          | von            | bis         |
| ------------------- | ------------- | -------------- | ----------- |
| General der Flieger | Martin Fiebig | 12. April 1945 | 8. Mai 1945 |

### Chef des Stabes
| Dienstgrad | Name               | von            | bis         |
| ---------- | ------------------ | -------------- | ----------- |
| Oberst     | Ludwig-Adolf Fuchs | 12. April 1945 | 8. Mai 1945 |

## Unterstellung
| Unterstellung              | von            | bis         |
| -------------------------- | -------------- | ----------- |
| Oberkommando der Luftwaffe | 12. April 1945 | 8. Mai 1945 |

## Unterstellte Verbände
| 12. April 1945 |                                                                        |
| -------------- | ---------------------------------------------------------------------- |
| 12. April 1945 | 1. Fliegerdivision; 4. Fliegerdivision; Fliegerführer 6; II. Flakkorps |